# Libas Pur
Libas Pur é uma vila no distrito de North West, no estado indiano de Deli.

## Demografia
Segundo o censo de 2001, Libas Pur tinha uma população de 27,935 habitantes. Os indivíduos do sexo masculino constituem 56% da população e os do sexo feminino 44%. Libas Pur tem uma taxa de literacia de 64%, superior à média nacional de 59,5%: a literacia no sexo masculino é de 71% e no sexo feminino é de 54%. Em Libas Pur, 17% da população está abaixo dos 6 anos de idade.